# کیندل فایر
آمازون فایر (به انگلیسی Amazon Fire)، با نام پیشین کیندل فایر  (به انگلیسی Kindle Fire)، اولین لوح رایانهٔ (تبلت) ساخت شرکت آمازون با سیستم عامل اندروید ساخته و منتشرشده و برای خواندن کتاب الکترونیکی و دیگر رسانه‌های دیجیتال و وب گردی به کار می‌رود.